# Telmatobufo venustus
Telmatobufo venustus — вид лягушек из рода чилийских свистунов семейства Calyptocephalellidae. Он является эндемиком для Чили и встречается на западных склонах Анд в областях Мауле и Био-Био. Его естественная среды обитания — ручьи в нотофагусовых лесах умеренного пояса, где он встречается под камнями вдоль ручьев. Единственная стабильная популяция обитает в Altos de Lircay National Reserve в Мауле. Ещё вид встречался в области Био-Био в окрестностях города Чильян, где он не был найден в 2014 году, а также Ralco, где он последний раз наблюдался в 1981 году. Telmatobufo venustus угрожает потеря среды обитания, вызванная пожарами, сведения нотофагусовых лесов под посадки сосны и эвкалиптовых плантаций, а также постройка гидроэлектростанции в Ralco (Ralco Hydroelectric Plant). Форель в Altos de Lircay также представляет угрозу.